# Johann Friedrich Zihn
Johann Friedrich Zihn (* 7. September 1650 in Suhl; † 16. Januar 1719 ebenda) war ein deutscher evangelisch-lutherischer Geistlicher und Dichter geistlicher Lieder.

## Leben und Wirken
Zihn wurde am 7. September 1650 als Sohn des Stadt- und Gerichtsschreibers von Suhl Marcus Zihn und dessen Frau Marthe Hartungen geboren. Er besuchte die Stadtschule in Suhl und anschließend das Alumnat (Internat) des Fürstlich Sächsischen Gemeinschaftlich-Hennebergischen Gymnasiums in Schleusingen. Es folgte ein siebenjähriges Studium der Theologie und Philosophie in Leipzig, das er 1675 mit dem Magister-Grad abschloss. 1679 wurde er Rektor an der Schule in seiner Geburtsstadt Suhl, 1690 Sub- und 1708 Archidiakonus. Zihn war zeit seines Lebens selten krank. Auch im fortgeschrittenen Alter noch sehr rüstig, erlag er am 16. Januar 1719 68-jährig einer Tuberkulose.
1687 heiratete Zihn Marie Elisabeth Winter. Das Paar hatte einen Sohn, Johann Ludwig, und eine Tochter.
Neben der Veröffentlichung eines Latein-Lehrbuchs betätigte sich Zihn als Kirchenlieddichter.
In älteren Gesangbüchern waren fünf Lieder von Zihn zu finden, darunter das 1692 entstandene Gott lebet noch! Seele, was verzagst du doch?, dessen Text 1736 von Johann Sebastian Bach vertont wurde (BWV 461).

## Werke

### Lehrbuch
- Paedagogus Grammaticus ad Rudimenta Latinitatis, 1689

### Kirchenlieder
- Gott steht mir bei, was soll ich denn fürchten der Feinde Geschrei
- Gott lebet noch, Seele, was verzagst du doch
- Wie Gott will, ist mein Ziel
- Meine Zeit ist nun dahin (über Jes 38,10 EU)
- Was mein Gott tut, das ist mir gut